# Балавенський Федір Петрович
Федір Петрович Балаве́нський (12 січня 1865, Люботин — 8 листопада 1943, Ліанозово) — український скульптор і педагог. Член Товариства прихильників української літератури, науки і штуки з 1904 року та Наукового товариства імені Шевченка з 1913 року.

## Біографія
Народився 31 грудня 1864 [12 січня 1865] року в місті Люботині (нині Харківська область, Україна). 1896 року закінчив Київську рисувальну школу Миколи Мурашка. Протягом 1898—1903 років навчався у Вищому художньому училищи при Російській імператорській академії мистецтв, був учнем Володимира Беклемішева. Закінчив зі званням художника за групу «Відьми, що летять на шабаш».
У 1905—1906 роках викладав у Тифліському; у 1907—1922 роках — у Київському художніх училищах. Мешкав у Києві в будинку на Андріївському узвозі, № 15 (у «Замку Річарда — Левове серце»). У 1922—1930 роках продовжив викладацьку діяльність у Миргородському художньо-керамічному технікумі. Серед учнів: Марко Епштейн, Іван Кавалерідзе, Володимир Климов, Валентина Панащатенко, Анастасія Писаренко, Тетяна Руденко-Щелкан, Петро Сниткін, Олександр Теремець, Василь Федченко.
Помер 8 листопада 1943 року у селищі Ліанозовому (нині район Москви). Похований у Москві на Новому донському цвинтарі.

## Творчість
Працював у галузі станкової та монументально-декоративної пластики. Виконав понад 20 портретів Тараса Шевченка, зокрема «Тарас Григорович Шевченко», «Тарас Шевченко» (гіпс; порцеляна, бісквіт, обидва — 1903; Національний музей Тараса Шевченка), монументальні погруддя у Лубнах (1927) та Золотоноші (1928; не збереглися). Імовірно він автор гіпсового погруддя Шевченкові, встановленого у 1903 році в маєтку Лизогубів у Седневі.
Створив портрети Миколи Лисенка, Івана Котляревського (обидва — 1903, гіпс), надмогильне погруддя Марка Кропивницького на цвинтарі Харкова (1914, бронза).
У 1910 та 1912 роках був членом журі конкурсу на проєкт пам'ятника Тарасові Шевченку для Києва. 1911 року брав участь у цьому конкурсі, отримав другу премію (першу не присуджено нікому). У його проєкті митець сидить зі схиленою головою. Біля підніжжя невисокого п'єдесталу розташовано групи, що втілювали образи Шевченкової поезії. В ідею пам'ятника покладено рядки «Думи мої, думи мої, лихо мені з вами». Спорудження заборонив царський уряд.
У 1911 році керував роботою своїх учнів Івана Кавалерідзе та Петра Сниткіна під час створення пам'ятника княгині Ользі у Києві. Автор алегоричних горельєфів у Києві на прибутковому будинку інженера Ф. Ісерліса (1909; бетонна композиця «Тріумф Фріни»; нині житловий будинок, Музейний провулок, № 4), Бессарабського ринку (1910), головному будинку Маріїнської громади сестер-жалібниць Червоного Хреста (1912—1913, бетонні статуї Медицини, Життя, Милосердя та Любові; нині Інститут медицини праці імені Ю. І. Кундієва НАМН України, вулиця Саксаганського, № 75);), на будинку головного корпусу колишнього міського іподрому (1915—1916, скульптури юнаків-візників і дівчат з вінками; нині адміністративний будинок, вулиця Михайла Омеляновича-Павленка, № 9). Разом з учнями виготовив і встановив на терасах та внутрішніх гвинтових сходах подвір'я «Замку Річарда» копії химер Собору Паризької Богоматері (зникли у 1943 році).

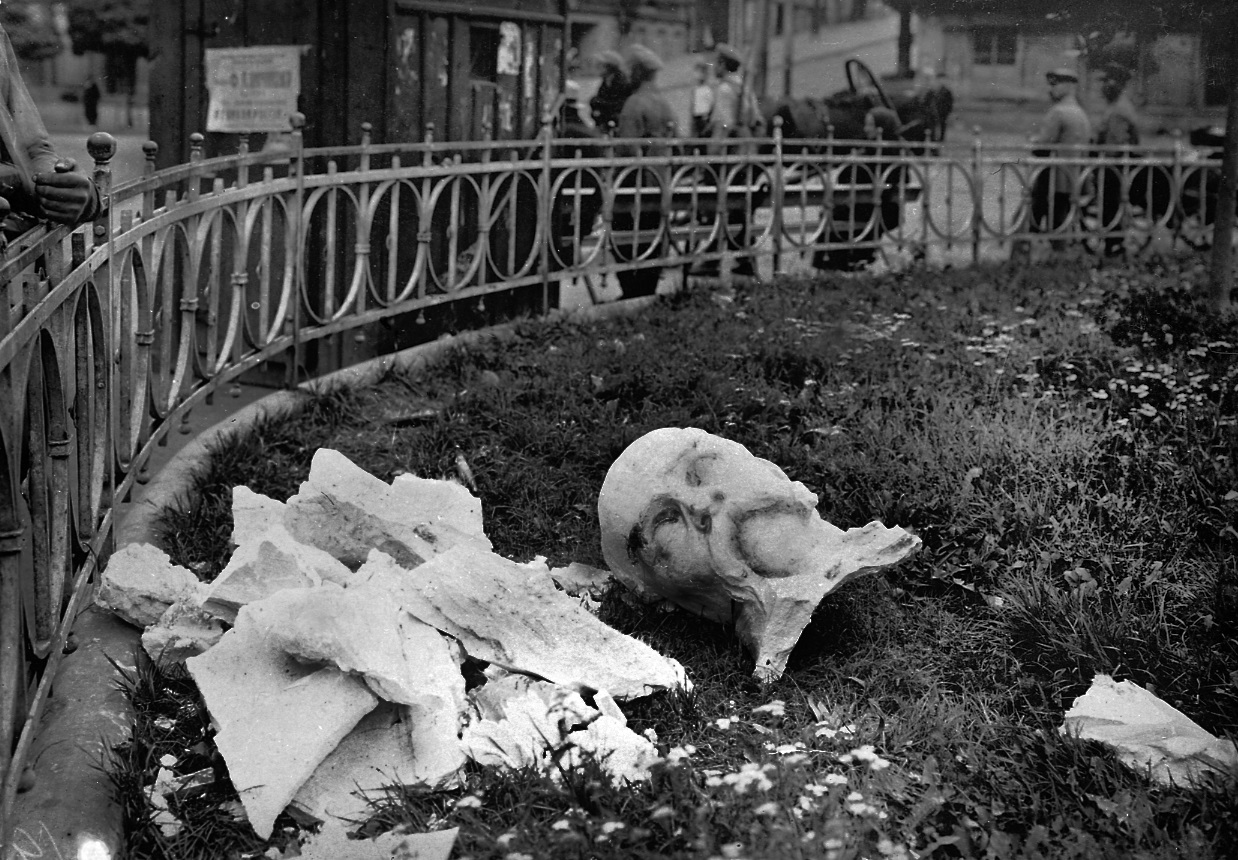
Уламки бюста Тараса Шевченка роботи Федора Балавенського, розбитого денікінцями 31 серпня 1919 року.

Протягом 1918—1919 років брав участь у здійсненні «Ленінського плану монументальної пропаганди» (виготовляв погруддя Володимира Леніна та Карла Маркса). 1919 року створисв гіпсове погруддя Тараса Шевченка, яке було встановленого на місці демонтованого пам'ятника цареві Олександру ІІ у Києві (знищене того ж року денікінцями). Автор бронзового пам'ятника революціонеру Г. Фокіну в Брянській області (1924).

## Пам'ять

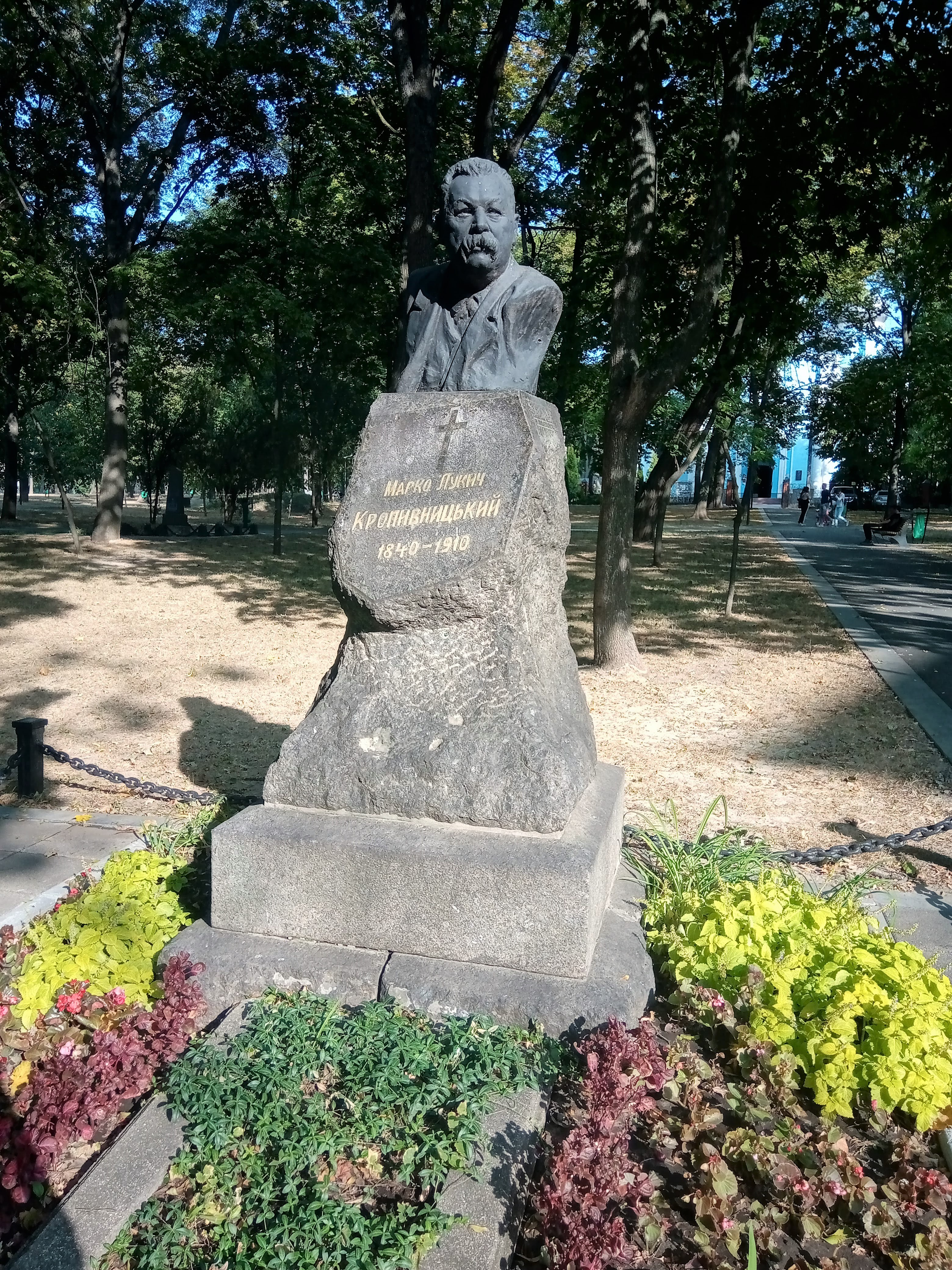
Надгробне погруддя Марка Кропивницького.

Скульптору присвячено одну з вітрин Музею однієї вулиці у Києві. На ній експонуються скульптурні портрети Тараса Шевченка та Івана Котляревського, виконані майстром, його графічні малюнки та особисті речі.
На честь скульптора названа вулиця в його рідному місті, Люботині.